# 愛南町立内海中学校
愛南町立内海中学校（あいなんちょうりつ うちうみちゅうがっこう）は、愛媛県南宇和郡愛南町にあった男女共学の公立中学校。生徒数の減少に伴い、2024年3月をもって閉校した。

## 概要
愛媛県南端部、宇和海に面した漁村に位置していた小規模校。宇和海に向かって突き出した由良半島の南岸（由良半島の北半分は北宇和郡津島町に属していた）の入江に漁村が点在し、魚神山・家串の集落にも中学校がおかれ、村南部の柏集落にあった内海村立柏中学校とともに統合し、新たに村のほぼ中央にあたる須ノ川の地に内海村立の「内海中学校」として設置された。これにより旧内海村内では唯一の中学校となった。当地は真珠・魚類の海面養殖業をはじめとした水産業が盛んではあるものの、平地に乏しいため総じて他の産業は振るわなかった。このため過疎化や少子化に抗しがたく生徒数は減少した。ピーク時の1998年には138人が在籍していたが減少に歯止めがかからず、2010年代中頃からは20人台を推移していた。生徒数の減少のため、当校から約14km離れた愛南町立御荘中学校へ編入統合することとなり、閉校に至った。なお、閉校する2023年度は3年生12人のみが通学した。海とともに歩んできた地域であることから、海の恵みを生かした学習に力を入れてきた。

## 沿革
- 1987年（昭和62年）
  - 2月28日 - 校舎を落成[3]。
  - 4月1日- 旧内海村の柏中学校・家串中学校・魚神山中学校を統合して開校[2][3]。
  - 4月6日 - 開校式を挙行[3]。
  - 4月13日 - PTAを発足[3]。
  - 5月6日 - 体育文化講演会を発足[3]。
- 1988年（昭和63年）2月28日 - 体育館・プール・卓球場を落成[3]。
- 1997年（平成9年）8月27日 - 校舎と体育館を修繕[3]。
- 1999年（平成11年）4月1日 - 特殊学級（現：特別支援学級）を開設[3]。
- 2004年（平成16年）10月1日 – 内海村が南宇和郡5町村で合併し新たに愛南町が発足したため、「愛南町立内海中学校」に改称[3]。
- 2024年（令和6年）
  - 3月15日 - 最後の卒業式を挙行[6]。
  - 3月17日 - 閉校式を挙行。体育館前に記念碑を設置[2]。
  - 3月31日 - 閉校。
- 2025年（令和7年） - 家串小学校と柏小学校の統合校が施設を利用予定[1]。

## 教育目標
2023年度の教育目標を掲載。
- 自律・貢献
  - 気付き・考え・行動する

## 部活動
2021年度時点。

### 運動部
- 軟式野球部 - 1993年と2001年に行われた県中総体では優勝している[3]。
- バレーボール部

### 廃部した部活動
- 男子相撲部 - 1999年度に発足した[3]。
- 男子卓球部 - 同上[3]。
- 音楽部[3]

## 施設概要
主な施設を掲載。面積は延床面積を記載。
- 校舎（2,696 m2） - 鉄筋コンクリート造3階建て
- 体育館（1,000 m2） - 鉄筋コンクリート造2階建て
- プール - 鉄筋コンクリート造
  - プール槽部分：325 m2、ステンレス造
  - プール付属棟（130 m2） - 鉄筋コンクリート造平屋建て
- グラウンド
- 教員住宅（125 m2） - 鉄筋コンクリート造2階建て
- 教員住宅（125 m2） - 鉄筋コンクリート造2階建て

## アクセス

### バス
- 「須の川」バス停（宇和島バス）から徒歩で約1分

## 周辺
- 愛南町内海郷土資料館
- 須ノ川公園
- 海栄寺